# Abdij Moutier-Grandval

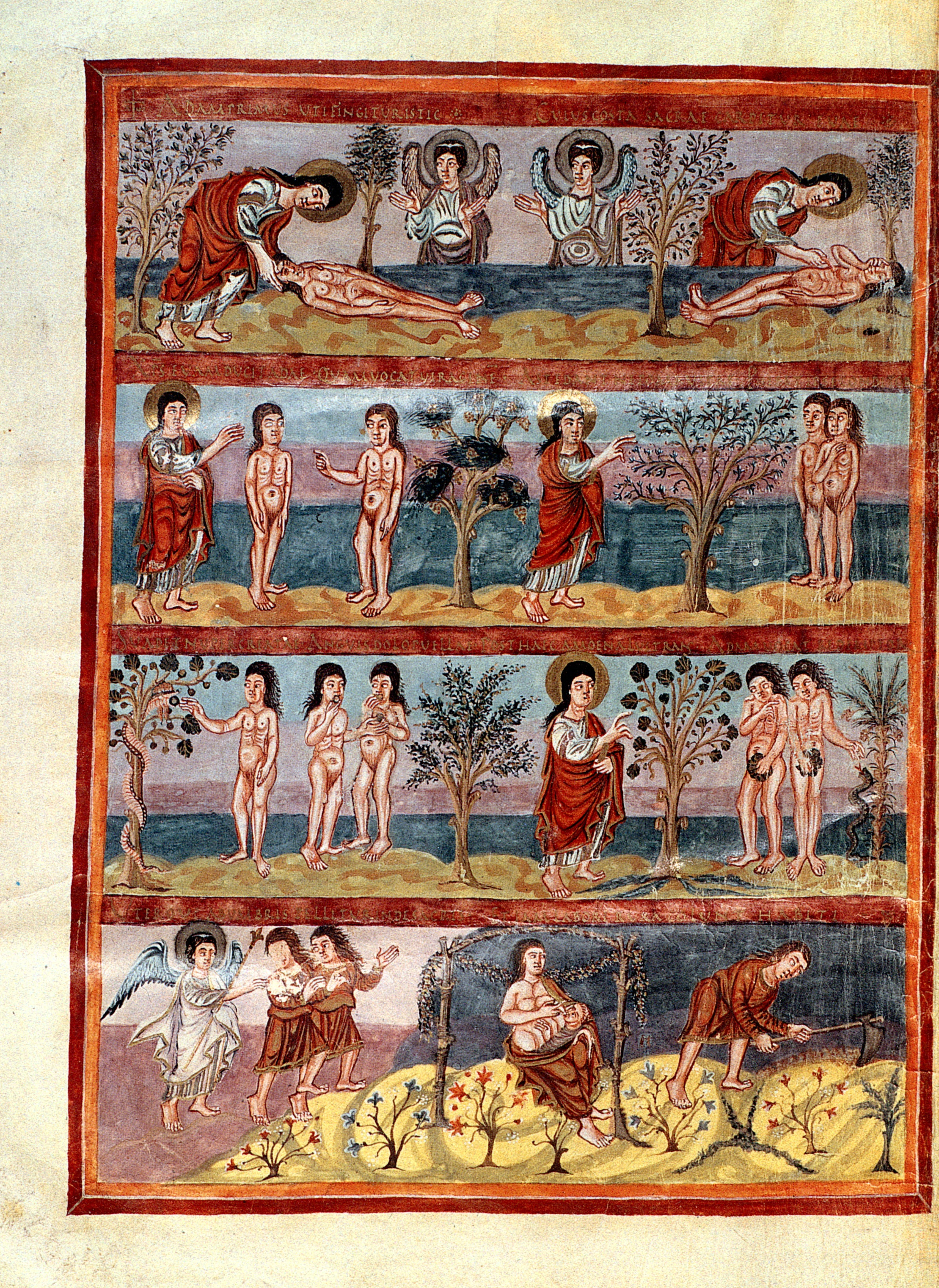
Bijbel van Moutier-Grandval uit ongeveer 840 toont het verhaal van Adam en Eva uit het Bijbelboek Genesis.

De abdij van Moutier-Grandval (Duits: Münster-Granfelden) was een abdij van de benedictijnen bij de dorpen Moutier en Grandval in het district Bernse Jura in het kanton Bern in Zwitserland De abdij werd in 640 gesticht. Het dorp Grandval bestond op dat moment al en het dorp Moutier ontstond rond de abdij.

## Geschiedenis
De abdij werd op land van Guindon van de Elzas als dochterabdij van de Abdij van Luxeuil aan de route naar de op de pas naar de Col Pierre Pertuis gesticht. De abt van Lixeuil, de latere heilige Waldebert, stuurde Germanus van Granfelden, die vijfendertig jaar als de eerste abt diende, samen met de latere heilige Randoald van Granfelden als prior naar de abdij. In 675 trouwde Adelrik van de Elzas deze twee nadat ze protesteerden tegen de uitbuiting van de bevolking in de vallei van de Sorgenau door deze hertog. De abdij kreeg, net zoals sommige andere abdijen, een wereldlijke heerser van een lokaal gebied. In de negende of tiende eeuw had de abdij gebied en invloed tot aan het meer van Biel in de vallei van de Balsthal als leen van de koning van Bourgondië. Er was een lange geschiedenis van disputen over gebied en privileges van de abdij. Later viel de abdij onder het graafschap Bourgondië waarbij privileges aan de abten verleend werden, alsook de benoemingen tot prior of andere hogere rangen aan monniken.
In 968 nam Koenraad van Bourgondië de abdij "In Beneficie" aan graaf Luitridus die ondanks dat het gebied van de abdij in proprium had, het gebied toch onder zijn zoons verdeelde. Na een rechtszaak werd het gebied aan de koning teruggegeven. In 999 wees koning Rudolf III van Bourgondië de bisschop van Bazel aan  met vijfhonderdveertig vierkante kilometer aan grond waaruit het prinsbisdom Bazel als een seculier gebied ontstond, waarna de disputen met de prinsbisschoppen een vervolg kregen. Volgens de legende werd de abdij Bellelay in 1136 als zusterklooster van de abdij van Moutier-Grandval gesticht, maar omdat de abdij van Bellelay onder de nieuwe orde der Premonstratenzers viel, kan dit verhaal onwaarschijnlijk de waarheid zijn. De abdij bestuurde de dorpen  Corgémont, Tavannes en Perrefitte en andere gebieden die na een aantal gerechtelijke disputen aan het kapittel van de abdij waren overgedragen.

Tijdens de late middeleeuwen beleefde de abdij een bloeitijd, was het een belangrijk religieus centrum en de abdij had invloed die reikte tot de abdij van Sankt Gallen. In 1179 kondigde paus Alexander II de onafhankelijkheid aan van de voormalige leenheer en werden de privileges vastgesteld. Vanaf 1210 bestuurde de bisschop van Basel de heerlijkheid en de proostdij (prevote) Moutier. Vanaf 1486 werd de abdij in het Oude Eedgenootschap door de stad Bern bestuurd, terwijl de abdij onderdeel van Basel bleef. In 1475 was de in Elas geboren kroniekschrijver Johann Burchard, die in Rome leefde, de provoost.
Na de Reformatie vluchtten de monniken in 1533 naar Solothurn en in 1534 naar Delémont en tussen 1534 en 1792 diende de parochiekerk van het dorp als abdijkerk. De komst van het Franse leger tijdens de Franse Revolutie in 1793 maakte een einde aan de abdij en het prinsbisdom. De gebouwen van de abdij zijn nu verdwenen ondanks dat de overblijfselen van sommige gebouwen in 2008 onder het dorp gevonden werden. Er was een kleine chapelle de Chalière (kapel voor de ridders) die nu als kapel op de begraafplaats van Perrefitte, een Karolingisch gebouw met elfde-eeuwse muurschilderingen, werd door de abdij gebouwd. De belangrijke relieken van de abdij warden tijdens de reformatie naar Delémont verplaatst, waardoor de abdij de lichamen van de heiligen Germanus en Randoaldus in bezit heeft. Het kruis van Germanus van metaal en emaille over een houten kruis waarschijnlijk uit de negende eeuw of ouder, sandalen en een kelk uit de dertiende eeuw van zilver.
De bijbel van Moutier-Granval is een verlichte bijbel uit 840 die waarschijnlijk in in de abdij van Marmoutier bij Tours en misschien wel speciaal voor de abdij. De bijbel was in het bezit van de abdij tot de sluiting tijdens de Franse revolutieoorlogen waarna het boek bijna vergeten was en in Delémont door kinderen terug is gevonden. Het boek is nu in bezit van de British Library met kenmerk MS Addl. 10546. Er zijn drie pagina’s geheel gevuld met miniaturen waaronder een afbeelding die het verhaal van Adam en Eva uit het boek Genesis in zeven registers toont, zoals in een strip, een van Mozes die de Stenen Tafelen ontvangt en de wetten aan de Israëlieten uit het Bijbelboek Exodus waarvan twee scènes zijn uitgebeeld en een allegorische pagina met twee scènes aan het einde van het boek. In 1971 maakte N. Duft in Bern een facsimile